# شامل سعيدوف
شامل سعيدوف (بالروسية: Саидов, Шамиль Магомедбаширович)‏ هو لاعب كرة قدم روسي في مركز حراسة المرمى، ولد في 21 مارس 1982 في محج قلعة في روسيا. لعب مع أرسنال تولا وأنجي محج قلعة.

## وصلات خارجية
- شامل سعيدوف على موقع قاعدة بيانات كرة القدم.إي يو (الإنجليزية)
- شامل سعيدوف على موقع Soccerway.com (الإنجليزية)